# Queen Mary University of London
Queen Mary University of London (QMUL, česky Univerzita královny Marie v Londýně) je veřejná výzkumná univerzita ve Spojeném království, jedna z institucí federální Londýnské univerzity (University of London). Queen Mary jako centrum vzdělávání patří k nejstarším Londýně a patří do akademického sdružení Russel Group. Byla pojmenovávána po královně Marii z Tecku. V roce 1995 vznikla současná podoba spojením Queen Mary and Westfield College a St Bartholomew's Hospital Medical College and the London Hospital Medical College. Dnes patří mezi pět nejlepších univerzit v Londýně a je jednou z nejlepších na světě. Mezi absolventy, současné a bývalé zaměstnance patří sedm laureátů Nobelovy ceny.

## Struktura
Pozemky univerzity se nacházejí v Mile End, Whitechapel, Charterhouse Square a Lincoln's Inn Fields. Má 21 kateder a ústavů, které jsou rozloženy po následujících fakultách:
- Faculty of Humanities and Social Sciences
- Faculty of Science and Engineering
- Barts and The London School of Medicine and DentistryQueens' Building v Mile End

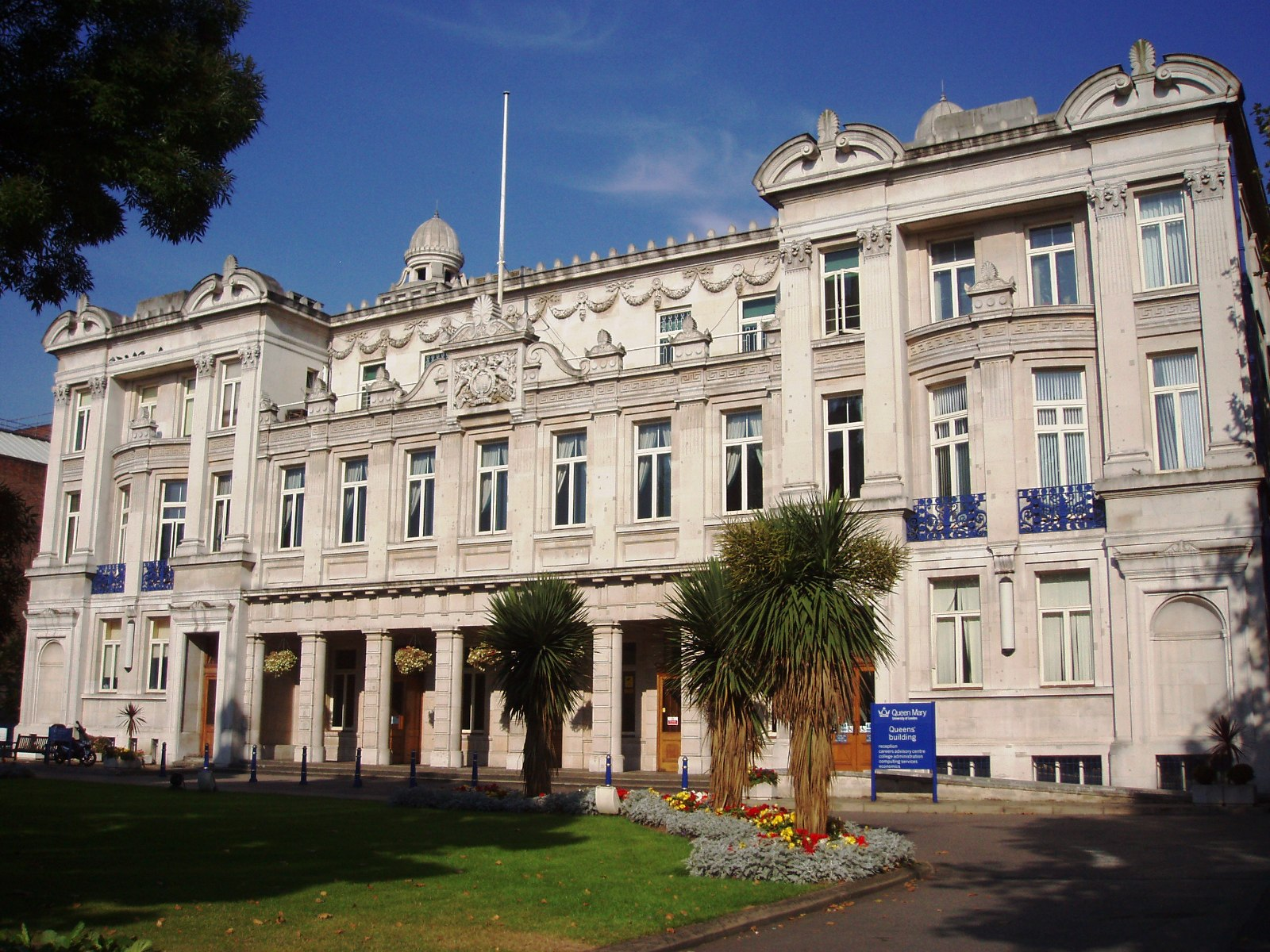
Queens' Building v Mile End

## Významní akademici a absolventi
- Henry Hallett Dale - farmakolog
- Bruce Dickinson - britský zpěvák
- William Harvey - doktor, objevitel krevního oběhu
- Alasdair MacIntyre - skotský filozof
- Peter Mansfield - britský fyzik
- Richard Owen - biolog, paleontolog
- James Parkinson - lékař
- Adrian Smith - statistik
- John Vane - britský farmakolog